# Izbica Kujawska (gmina)
Izbica Kujawska (do 1954 gmina Izbica) – gmina miejsko-wiejska w Polsce położona w województwie kujawsko-pomorskim, w powiecie włocławskim. W latach 1975–1998 gmina administracyjnie należała do województwa włocławskiego. Do 1975 roku gmina wchodziła w skład województwa poznańskiego (powiat kolski).
Siedziba gminy to Izbica Kujawska. 
Według danych z 30 czerwca 2004 gminę zamieszkiwało 8056 osób.

## Struktura powierzchni
Według danych z roku 2002 gmina Izbica Kujawska ma obszar 132,05 km², w tym:
- użytki rolne: 83%
- użytki leśne: 3%

Gmina stanowi 8,97% powierzchni powiatu.

## Demografia

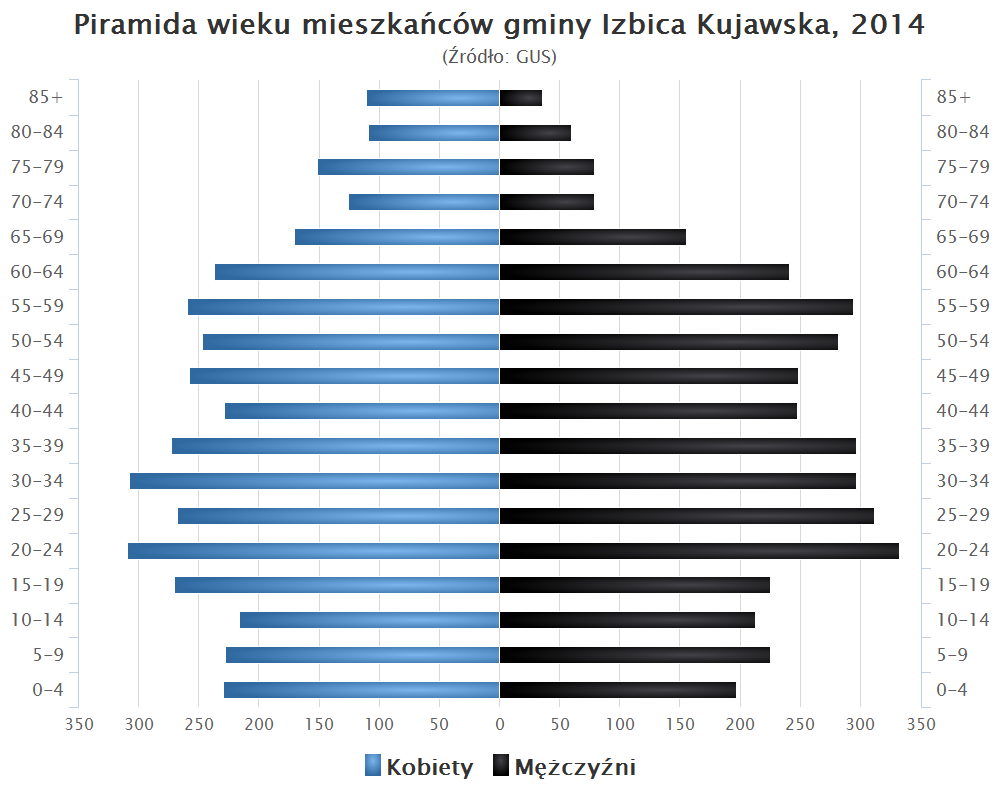
Piramida wieku mieszkańców gminy Izbica Kujawska w 2014 roku

Dane z 30 czerwca 2004:
| Opis                              | Ogółem | Ogółem | Kobiety | Kobiety | Mężczyźni | Mężczyźni |
| --------------------------------- | ------ | ------ | ------- | ------- | --------- | --------- |
| jednostka                         | osób   | %      | osób    | %       | osób      | %         |
| populacja                         | 8 056  | 100    | 4 092   | 50,8    | 3 964     | 49,2      |
| gęstość zaludnienia (mieszk./km²) | 61     | 61     | 31      | 31      | 30        | 30        |

## Zabytki
Wykaz zarejestrowanych zabytków nieruchomych na terenie gminy:
- zespół kościelny parafii pod wezwaniem św. Małgorzaty w Błennej, obejmujący: kościół z lat 1861-77; cmentarz przykościelny; ogrodzenie z bramą, nr A/489/1-3 z 24.03.1998 roku
- kościół pod wezwaniem Wniebowzięcia Najświętszej Maryi Panny z XV w. w Izbicy Kujawskiej, nr 5 z 17.01.1953 roku
- kościół ewangelicki z końca XIX w. przy ul. Narutowicza 4 w Izbicy Kujawskiej, nr A/701 z 14.09.1992 roku
- bożnica z połowy XIX w. przy ul. Kolskiej 16 w Izbicy Kujawskiej, nr 370/A z 05.10.1995 roku
- zespół dworski z końca XIX w. w Mchówku, obejmujący: dwór z połowy XIX w.; park; wozownię i stajnię; dom ogrodnika; budynek gospodarczy, nr 372/A z 20.12.1995 roku
- zespół kościelny parafii pod wezwaniem św. Stanisława w Modzerowie, obejmujący: drewniany kościół z 1796 roku (nr 56/77 z 17.02.1981); drewnianą dzwonnicę (nr 700/A z 29.07.1969)
- drewniana kaplica pod wezwaniem św. Floriana z 1639 roku w Pustyni, nr 701/A z 29.07.1969 roku.

## Sołectwa
Augustynowo, Błenna, Błenna A, Błenna B, Chociszewo, Cieplinki, Ciepliny, Długie, Gąsiorowo, Grochowiska, Helenowo, Hulanka, Joasin, Józefowo, Kazanki, Kazimierowo, Komorowo, Mchówek, Mieczysławowo, Modzerowo, Naczachowo, Nowa Wieś, Obałki, Pasieka, Skarbanowo, Sokołowo, Szczkówek, Ślazewo, Śmieły, Świętosławice, Świszewy, Tymień, Wietrzychowice, Wiszczelice, Wólka Komorowska, Zdzisławin.

## Miejscowości bez statusu sołectwa
Ciepliny-Budy, Dębianki, Długie Parcele, Dziewczopole, Gaj Stolarski, Gogoły, Podhulanka, Podtymień, Rogóżki, Szczkowo, Śmielnik, Świszewy-Kolonia, Zakręty, Zdrojówka.

## Sąsiednie gminy
Babiak, Boniewo, Lubraniec, Przedecz, Topólka